# هيتومي ماتسوشيتا
هيتومي ماتسوشيتا (8 يونيو 1954 - ) هي لاعبة كرة يد يابانية. شاركت في الألعاب الأولمبية الصيفية 1976.

## وصلات خارجية
- هيتومي ماتسوشيتا على موقع أوليمبيديا (الإنجليزية)